# NGC 2607
NGC 2607 je galaksija u zviježđu Raku.

## Vanjske poveznice
- SEDS: NGC 2607